# Burmistrzowie Prudnika
Burmistrzowie Prudnika – lista burmistrzów i zarządców miasta Prudnik, obejmująca także inne posady o najwyższym statusie w mieście i gminie.
Pierwszą siedzibą burmistrzów prudnickich był ratusz w centrum Rynku. W 1896 wzniesiono nowy gmach Urzędu Miejskiego przy miejscowym rynku, rozebrany w latach 50.–60. XX wieku. Od tej pory siedzibą burmistrzów jest Urząd Miejski przy ul. Kościuszki 3.

## Burmistrzowie i zarządcy przed 1809
- Lorenz Schneider (1402)[1]
- Fabian Pantel (1557)[2]
- Maciej Bilicer (1599–1615)[3]
- Treptow (1629)[4]
- Abraham Tanner von Löwental (1690, 1696)[5]
- Hoffmann (1728)[6]
- Johann D’Auxelles (1744)[7]
- Johann Schwechten, zastępca Johann Riek (1775)[8]

## Burmistrzowie (1809–1900)

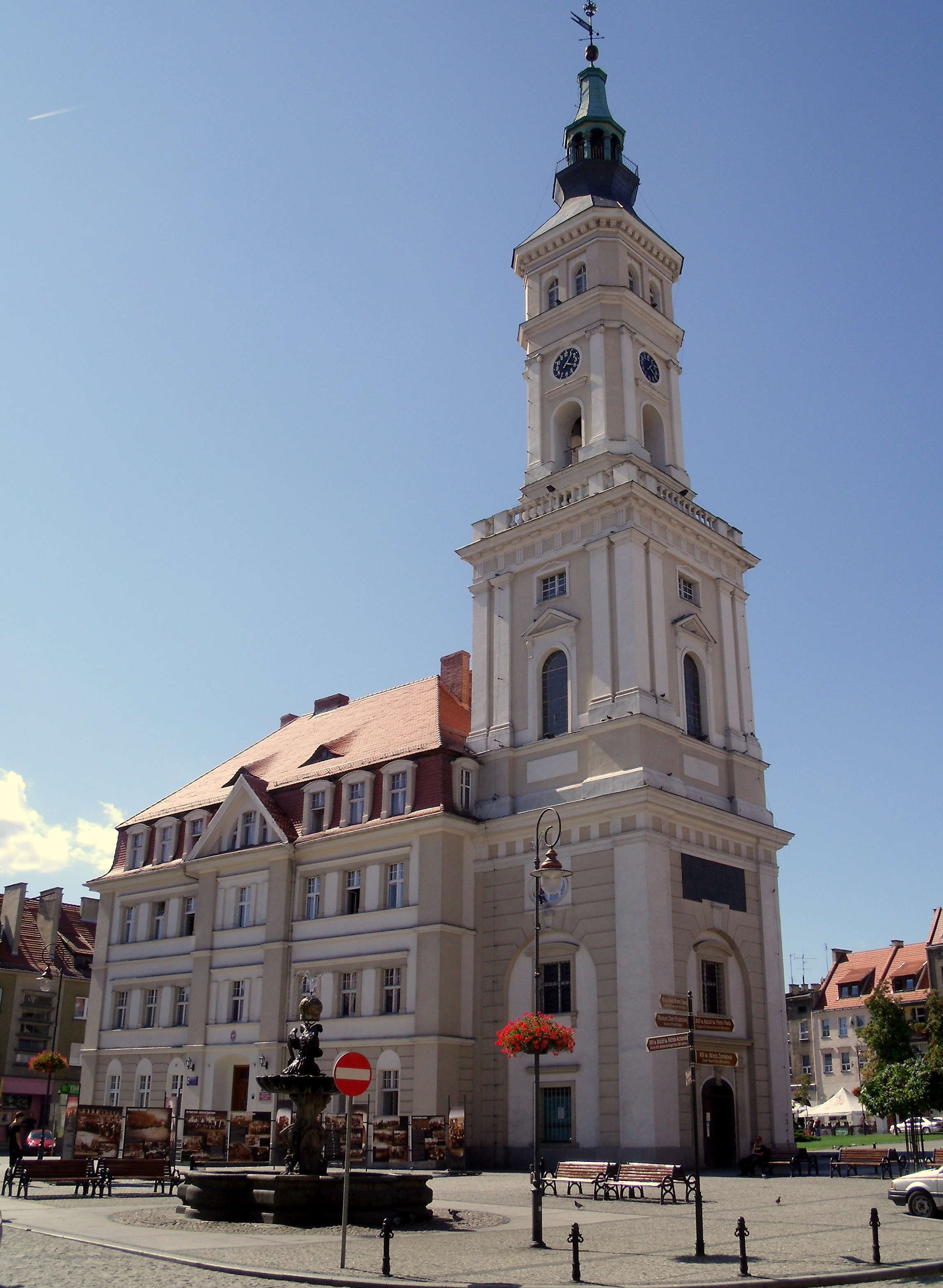
Ratusz w Prudniku

## Burmistrzowie (1809–1900)[9]
| Od               | Do               | Zdjęcie | Imię i nazwisko                  |
| ---------------- | ---------------- | ------- | -------------------------------- |
| 27 kwietnia 1809 | 1 stycznia 1816  |         | Emanuel Weidinger                |
| 1 stycznia 1816  | 27 maja 1816     |         | Karl Diebiutsch p.o. burmistrza  |
| 27 maja 1816     | 9 lutego 1821    |         | Gottfried Schultze               |
| 9 lutego 1821    | 14 września 1833 |         | Karl von Adlersfeld              |
| 14 września 1833 | 20 maja 1837     |         | Julius Richter                   |
| 20 maja 1837     | 21 grudnia 1842  |         | Josef Spillmann                  |
| 21 grudnia 1842  | 27 grudnia 1847  |         | Eduard Kutzen                    |
| 27 grudnia 1847  | 1 września 1849  |         | Johann Memler                    |
| 1 września 1849  | 1 kwietnia 1852  |         | Emanuel Bock p.o. burmistrza     |
| 1 kwietnia 1852  | 1 marca 1863     |         | Paul Bielau                      |
| 1 marca 1863     | 13 grudnia 1863  |         | Eduard Diebitsch p.o. burmistrza |
| 13 grudnia 1863  | 1 stycznia 1876  |         | Josef Kammler                    |
| 1 stycznia 1876  | 1 stycznia 1900  |         | Heinrich Engel                   |

## Nadburmistrz (1900–1904)[9]
| Od              | Do              | Zdjęcie | Imię i nazwisko |
| --------------- | --------------- | ------- | --------------- |
| 1 stycznia 1900 | 1 kwietnia 1904 |         | Heinrich Engel  |

## Burmistrzowie (1904–1945)[9]
| Od               | Do               | Zdjęcie | Imię i nazwisko    |
| ---------------- | ---------------- | ------- | ------------------ |
| 1 kwietnia 1904  | 24 sierpnia 1909 |         | Heinrich Metzner   |
| 24 sierpnia 1909 | 1 kwietnia 1920  |         | Paul Lange         |
| 1 kwietnia 1920  | 1934             |         | Robert Rathmann    |
| 1934             | 17 marca 19451   |         | Felix Scholz NSDAP |

Uwagi

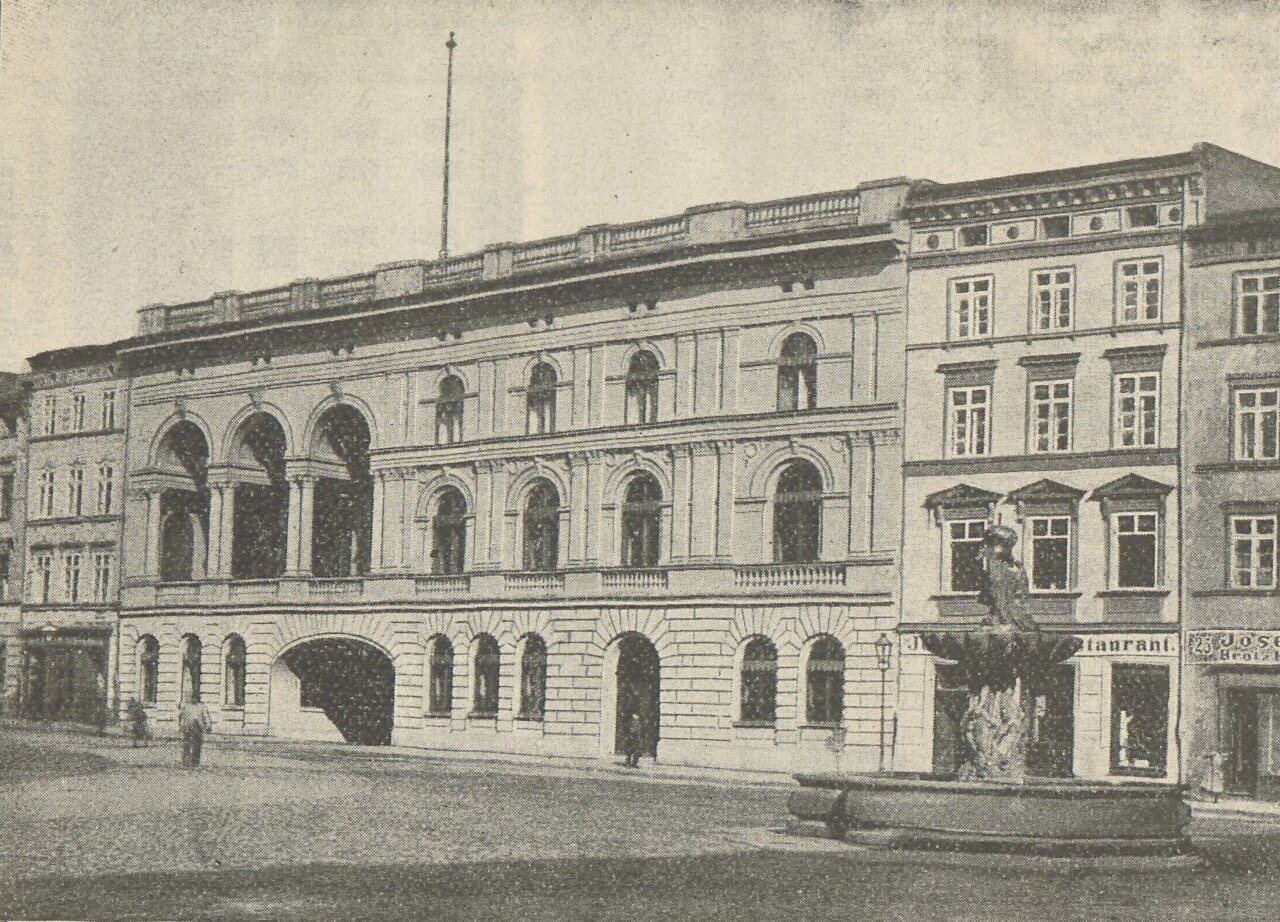
Urząd Miejski przy Rynku

1 17 marca 1945 był dniem, w którym Prudnik opuścili przedstawiciele władzy i działacze NSDAP wraz z burmistrzem Scholzem.

## Burmistrzowie (1945–1950)
| Od             | Do            | Zdjęcie | Imię i nazwisko     |
| -------------- | ------------- | ------- | ------------------- |
| 20 maja 1945   | grudzień 1945 |         | Antoni Błaszczyński |
| grudzień 1945  | 1946          |         | Franciszek Sowiński |
| 19 lutego 1947 | ?             |         | Edward Nowak        |

## Naczelnicy Miasta i Gminy (1973–1990)

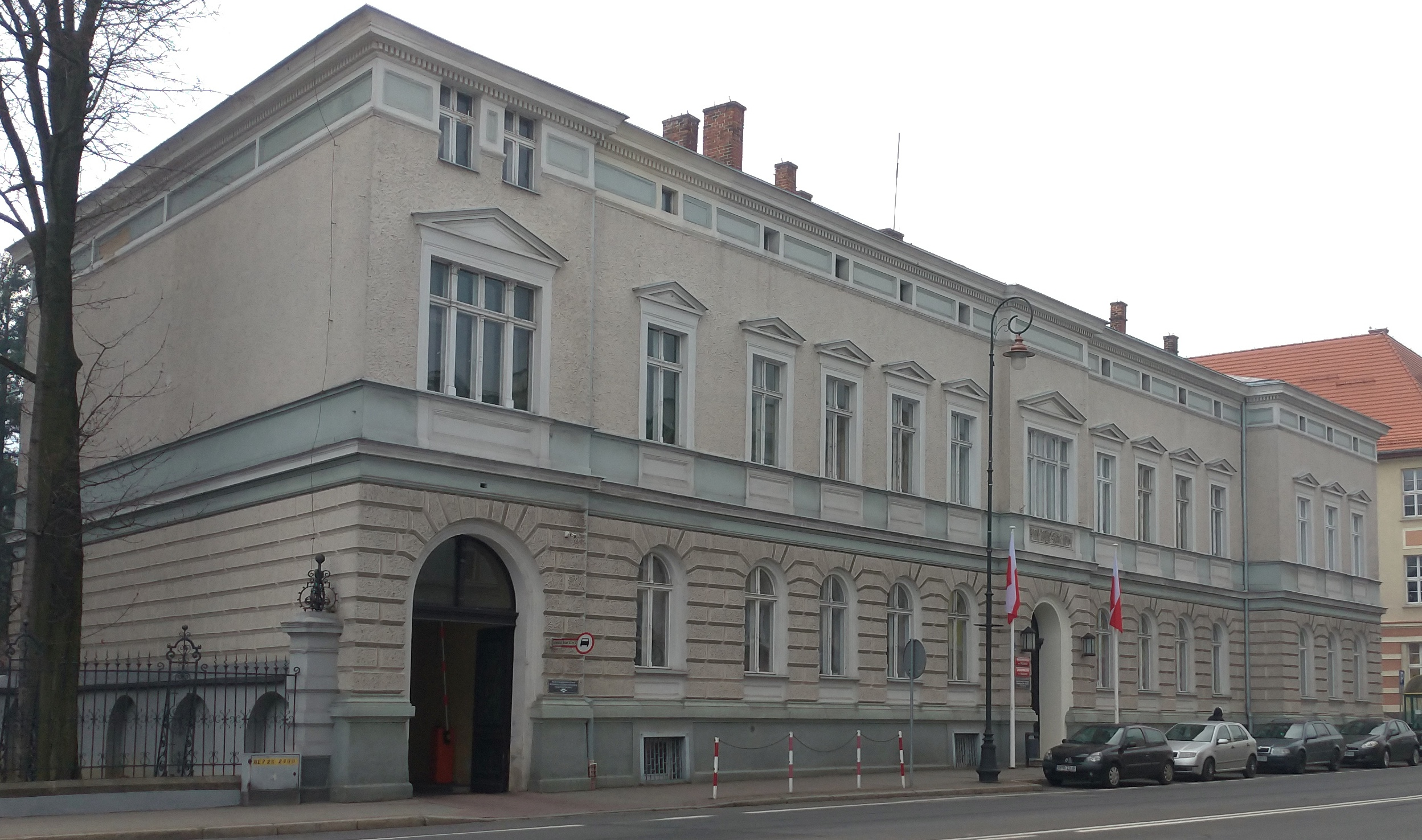
Urząd Miejski przy ul. Kościuszki 3

| Od               | Do               | Zdjęcie | Imię i nazwisko      |
| ---------------- | ---------------- | ------- | -------------------- |
| 6 stycznia 1973  | 20 grudnia 1973  |         | Józef Zamojski       |
| 20 grudnia 1973  | 28 kwietnia 1975 |         | Marian Stradel       |
| 28 kwietnia 1975 | ?                |         | Alojzy Kanik         |
| 10 stycznia 1980 | 21 czerwca 1990  |         | Tadeusz Balcerkowski |

## Burmistrzowie (od 1990)
| Burmistrz         | Burmistrz         | Burmistrz       | Burmistrz                                                                     | Zastępca             | Zastępca                                              | Zastępca                                              |
| Od                | Do                | Zdjęcie         | Imię i nazwisko                                                               | Od                   | Do                                                    | Imię i nazwisko                                       |
| ----------------- | ----------------- | --------------- | ----------------------------------------------------------------------------- | -------------------- | ----------------------------------------------------- | ----------------------------------------------------- |
| 1990              | 21 czerwca 1990   |                 | Tadeusz Balcerkowski p.o. burmistrza                                          |                      | 21 czerwca 1990                                       | Zdzisław Pikuła                                       |
| 21 czerwca 1990   | 12 listopada 1998 |                 | Jan Roszkowski KO „Solidarność”                                               | sierpień 1990        | 30 kwietnia 1992                                      | Ryszard Kasza I zastępca burmistrza1 KO „Solidarność” |
| 21 czerwca 1990   | 12 listopada 1998 | sierpień 1990   | Jan Roszkowski KO „Solidarność”                                               | 1994                 | Tadeusz Żurakowski II zastępca burmistrza2 niezależny |                                                       |
| 21 czerwca 1990   | 12 listopada 1998 | 9 września 1994 | Jan Roszkowski KO „Solidarność”                                               | 1998                 | Edward Cybulka SLD                                    |                                                       |
| 12 listopada 1998 | 26 listopada 2006 |                 | Zenon Kowalczyk SLD                                                           | 12 listopada 1998    | 2004                                                  | Czesław Dumkiewicz UW                                 |
| 12 listopada 1998 | 26 listopada 2006 | 2004            | Zenon Kowalczyk SLD                                                           | 2006                 | Zdzisław Pikuła                                       |                                                       |
| 26 listopada 2006 | 20 listopada 2018 |                 | Franciszek Fejdych PO                                                         | 2006                 | 20193                                                 | Stanisław Hawron PO                                   |
| 20 listopada 2018 |                   |                 | Grzegorz Zawiślak Prudniczanie (2018–2024) Porozumienie Samorządowe (od 2024) | 2019                 | 2024                                                  | Jarosław Szóstka Prudniczanie                         |
| 20 listopada 2018 | 2024              |                 | Grzegorz Zawiślak Prudniczanie (2018–2024) Porozumienie Samorządowe (od 2024) | Wiesław Kopterski PO |                                                       |                                                       |

Uwagi
1 Ryszard Kasza został odwołany ze stanowiska I zastępcy burmistrza 30 kwietnia 1992 z powodu zaniedbania obowiązków.
2 Po odwołaniu Ryszarda Kaszy ze stanowiska I zastępcy burmistrza, wprowadzono zmianę w statucie gminy Prudnik, rezygnując z drugiego stanowiska zastępcy burmistrza. Od tego momentu burmistrz Prudnika miał tylko jednego zastępcę, którym pozostał Tadeusz Żurakowski.
3 Stanisław Hawron pozostał formalnie wiceburmistrzem Prudnika, ponieważ od 14 listopada 2018 przebywał na zwolnieniu lekarskim. Po upływie kadencji burmistrza Franciszka Fejdycha nie posiadał on jednak pełnomocnictwa.